# Västlig maskvävare
Västlig maskvävare (Ploceus heuglini) är en fågel i familjen vävare inom ordningen tättingar.

## Utbredning
Fågeln förekommer från Senegal och Gambia till södra Tchad och norra Centralafrikanska republiken samt i sydvästra Sydsudan, nordöstra Demokratiska republiken Kongo, Uganda, västra Kenya och eventuellt sydöstra Centralafrikanska republiken.

## Status
IUCN kategoriserar arten som livskraftig.

## Namn
Fågelns vetenskapliga artnamn hedrar Theodor von Heuglin (1824-1876), tysk upptäcktsresande och ornitolog verksam i Sudan, Abessinien och Somaliland. Tidigare kallades den heuglinvävare även på svenska, men tilldelades 2024 ett mer informativt namn av BirdLife Sveriges taxonomikommitté.